# Eisenbahnunfall von Briesen
Der Eisenbahnunfall von Briesen am 1. November 1918 war der Auffahrunfall eines Militärurlauberzuges östlich des Bahnhofs Briesen auf Güterwagen, die nach einer Zugtrennung auf der Bahnstrecke Frankfurt (Oder)–Berlin stehen geblieben waren. Mindestens 19 Menschen starben.

## Ausgangslage
Der Güterzug 7708 war nachts nach Berlin unterwegs. Eine durchgehende Bremsleitung besaß er nicht. Im letzten Wagen des Güterzuges fuhr im Bremserhäuschen ein Bremser als Schlussschaffner mit, der den Zug auch nach hinten sichern sollte. Dem Güterzug folgte der Militärurlauberzug 4026 nach Berlin. Dieser sollte den Güterzug im Bahnhof Briesen überholen.

## Unfallhergang
Der Güterzug musste kurz vor 4:00 Uhr am Einfahrsignal des Bahnhofs Briesen halten, da die Einfahrt noch nicht freigegeben war. Als diese freigegeben wurde, fuhr der Zug an. Dabei löste sich eine Kupplung und der hintere Teil des Zugs blieb vor dem Signal stehen. Der Schlussschaffner des Güterzuges schlief im letzten Wagen des stehen gelassenen Zugteils. Der Weichenwärter in Briesen beobachtete bei der Einfahrt des Güterzuges pflichtwidrig nicht, ob dessen letzter Wagen auch das Zugschlusssignal zeigte. So fiel ihm nicht auf, dass dem Güterzug Wagen fehlten. Er stellte vielmehr gleich die Weiche für den folgenden Urlauberzug. Kurze Zeit später fuhr der Urlauberzug auf den Zugteil des Güterzugs auf, der auf der Strecke stehen geblieben war.

## Folgen
Mindestens 19 Menschen starben – auch der Bremser auf dem letzten Wagen –, mindestens 45 wurden darüber hinaus verletzt. Die Opferzahlen differieren in unterschiedlichen Quellen.